# Villa I Cedri

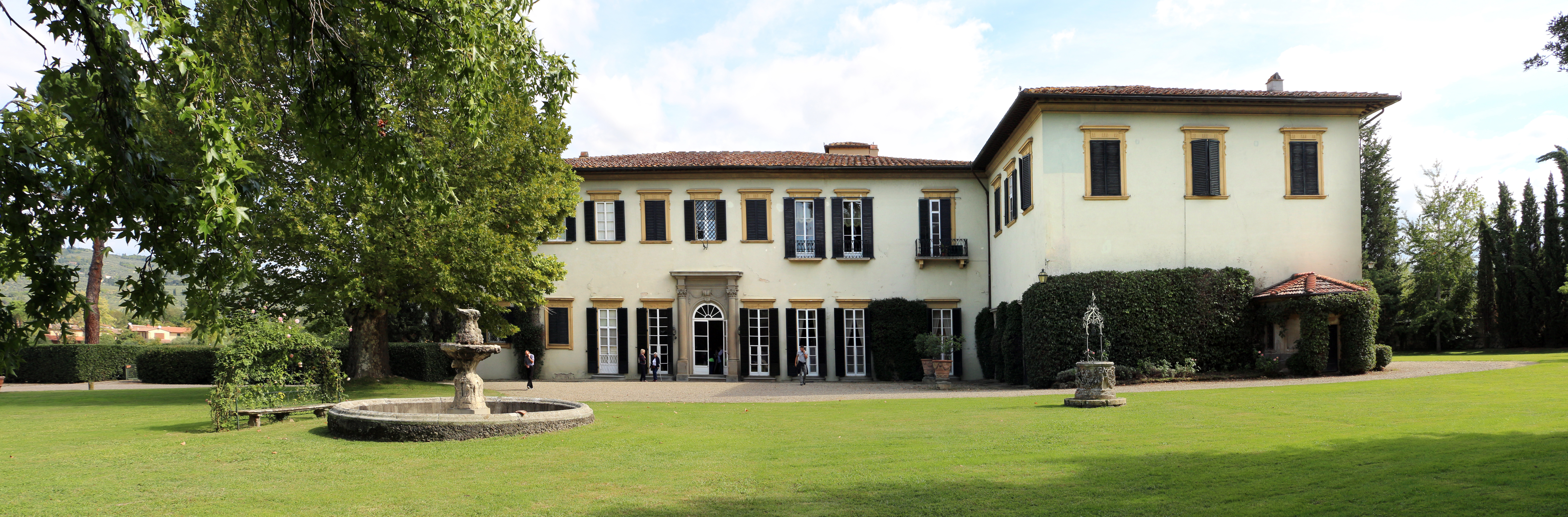
Vista de la fachada principal de la villa

La Villa I Cedri es una residencia en la localidad de  las afueras de Florencia construida en el siglo XV conocida por su valor artístico.

## Historia
El edificio original de la propiedad fue mandado construir por Niccolò Antinori en el siglo XV. La posesión pasaría posteriormente a la familia Bardi. A mediados del siglo XVIII era propiedad de la Compañía de Jesús. Tras la supresión de la Compañía en el gran ducado de Toscana en 1765, la finca fue adquirida a Giovanni di Antonio Corsi.
El 3 de abril de 1884, se mudó a la villa, por cesión de Mrs. Bianca Light, viuda de Lennox, la familia de la princesa María Adelaida de Cambridge. Esta princesa estaba casada con Francisco, duque de Teck y en el momento de su estancia en Florencia vivía con ellos sus hijos los príncipes Alejandro y María de Teck (esta última sería reina consorte del Reino Unido como esposa de Jorge V). En esta villa la princesa y su familia daría diferentes fiestas hasta su vuelta a Inglaterra en mayo de 1885.

## Descripción

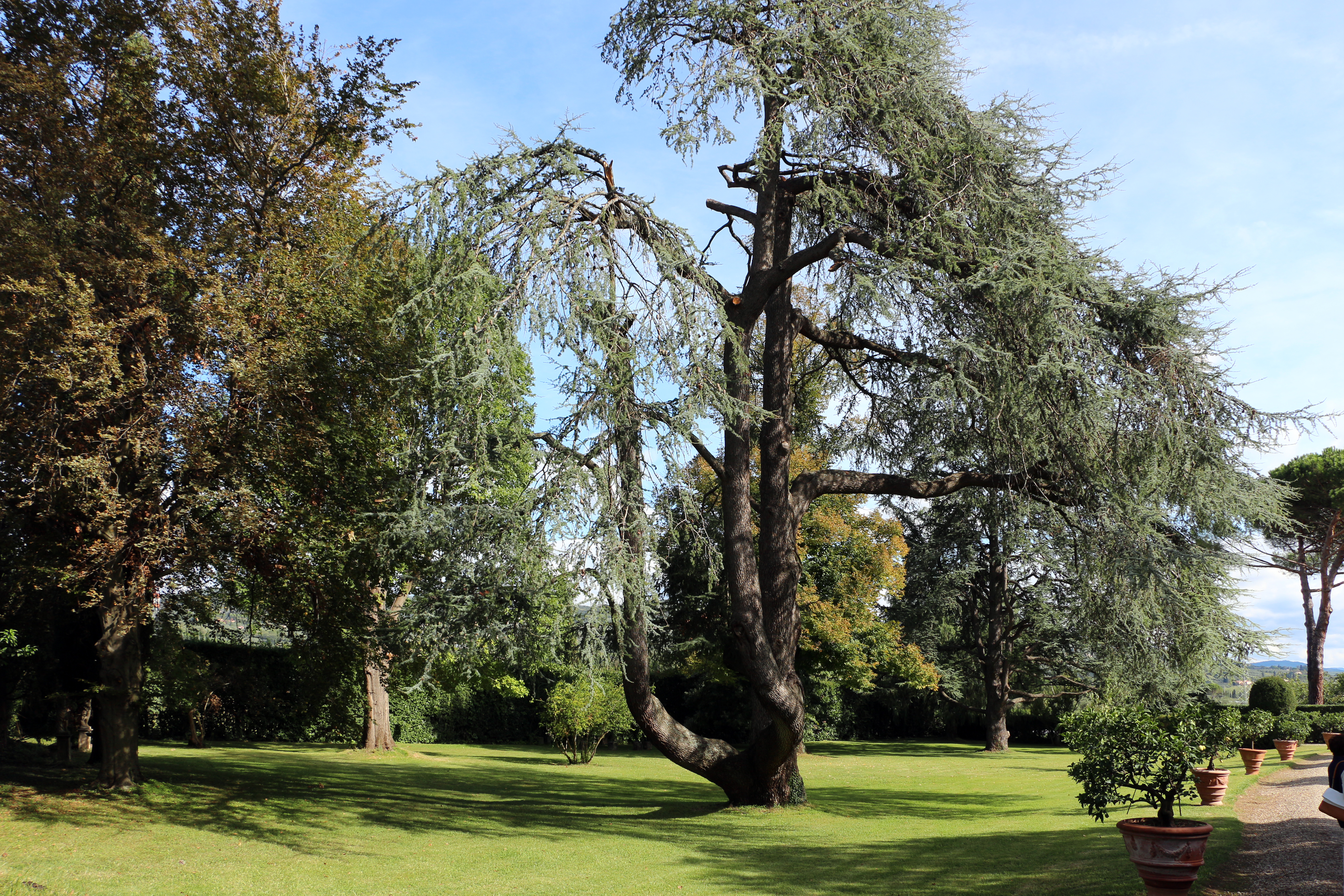
Vista del jardín de la villa.

La villa se encuentra en el margen izquierdo del río Arno, a unos cinco o seis kilómetros al este de la ciudad de Florencia. A pesar de su cercanía con la localidad de Bagno a Ripoli, la propiedad se encuentra comprendida en el término municipal de Florencia.
Se trata de una construcción de dos pisos formada por un cuerpo cuadrangular. El estilo de la construcción es similar al de la arquitectura rústica toscana del siglo XVI. En el interior de la villa se encuentran algunos ejemplos de arquitectura del estilo de Michelozzo.
Alrededor del edificio se dispone un amplio jardín inglés.